# 機動戦士ガンダム 戦士達の軌跡
『機動戦士ガンダム 戦士達の軌跡』（きどうせんしガンダム せんしたちのきせき）は、2004年3月18日にバンダイから発売されたニンテンドー ゲームキューブ用ゲーム。
アニメ『機動戦士ガンダム』における一年戦争を舞台に、様々なキャラクターの視点からミッションをこなしてゆくアクションゲームである。

## 概要
キャラクターごとに用意されたミッションを選び、既定の条件を満たしクリアすることが目的。ミッションをクリアすると新たなミッションが現れ、そのキャラクターの全てのミッションをクリアするとエンディングを見ることができる。最初は地球連邦軍側はアムロ、ジオン公国軍側はシャアしか選ぶことができないが、ゲームを進めていくと他のキャラクターのミッションも追加される。地上と宇宙では全く感覚が異なるものとなるため、連邦軍側に地上と宇宙の操作練習用チュートリアルも用意されている。
ミッション内容は、「特定の敵の撃破」「一定時間までの味方の生存」「目標となる地点までの移動」など、バラエティに富んでいる。その内容は基本的に原作に沿ったものだが、途中で戦死するキャラクターにはその後も生存したとした場合を想定したIFストーリーが用意されているものもある。
自機を操作するほか、味方に移動や待機、特定の敵の攻撃や味方の援護といった指示を出すこともできる。これは戦闘開始前のほか、戦闘中にも任意で行うことができる。ミッションによっては指示の出し方が重要となることもある。また、アビリティというロールプレイングゲームでいうところの補助魔法のようなものがあり、これを利用することで戦闘を有利に進めることができる。
ミッションをクリアすると、自機の耐久値・敵を撃墜した数・味方が撃墜された数といったプレイ結果に応じて4段階（高いものから順にS・A・B・C）で評価され、ミッションによっては新たなスキル・機体・武装などが使用可能になる。スキルは、4つのジャンル（強化形・防御系・移動系・武装系）に分類されており、1つずつ選択してセットできるものである。また、ミッション終了後には成功・失敗にかかわらず経験値が与えられ、一定の値に達するとレベルが上がり、各種能力やアビリティレベルが向上する。
一度クリアしたミッションは他のキャラクターでも遊ぶことができ、所属軍の中で今まで取得した機体の中から操作機体を選べるようになる。全てのキャラクターでエンディングを見ると、所属軍に関係なく自由に機体変更ができるようになる。なお、説明書では僚機の機体も変更できるように記載されているが、実際の製品ではできない。
全てのキャラクターでエンディングを見た後、一部のキャラにてハードコアがあるステージをSランクにすると、より難易度の高いハードコアミッションが出現する。基本的にはノーマルミッションの高難易度版だが、中には通常では操作できない機体を操縦したり、一風変わった勝利条件のもとで戦うものもある。

### アビリティ一覧
- アビリティは集中力を使用して発動し、アビリティレベルが高いほど持続時間が長くなる。また、プレッシャーレベルによっても使用できるアビリティが変わってくる。
- 消費Pとはそのアビリティを発動するために必要な集中力を示す。

直撃 消費P - 3
一定時間、相手への直撃確率を増加させる。重ねがけ可能。
予感 消費P - 2
一定時間、自分への直撃確率を軽減させる。重ねがけ可能。
予測 消費P - 1
一定時間、ロックカーソルの確定速度を上げる。重ねがけ可能。
増速 消費P - 1
一定時間、自機の移動速度を上昇させる。コントローラーの振動もなくなり、バーニアの回復速度やパワーの最大値も上がる。使用中はミッションマップ画面を開けなくなるため、重ねがけ不可能。
助言 消費P - 2
一定時間、指定した味方ユニットの防御力を上げる。発動時に味方がいなかった場合でも、その集中力ポイントは無駄にならない。また、一度に複数の味方に使うことが可能。重ねがけ不可能で、何回使っても効果は1回分のみ。
隠密 消費P - 3
一定時間、自機をステルス状態にする。ステルス状態になると敵のレーダーに映らなくなり、攻撃力も2倍になる。
覚醒 消費P - 3
アムロとララァのみ使用可能。一定時間画面を白くして時間の流れを遅くし、直撃+予測の効果も得る。重ねがけ不可能。
不屈 消費P - 1
一定時間、プレッシャーゲージの回復量を上げる。重ねがけ可能。
統率 消費P - 1
使用するとミッションマップ画面に移行し、自機を中心とした範囲内の味方ユニットのプレッシャーゲージを下げ、さらに同範囲にいる敵を発見する。ただし助言とは違い、範囲内に味方や敵が1機もいなかった場合、不発になる。
威圧（消費P - 2）
ジオンパイロットのみ。使用するとミッションマップ画面に移行し、自機を中心とした範囲内の敵を発見し、さらにその全ての敵のプレッシャーゲージを上げる。統率と同じく、範囲内に敵が1機でもいなければ不発になる。

### コマンド（指示）一覧
ミッションマップ画面では味方に以下の指示を出すことができるが、機体やミッションの状況によっては指示が出せない場合もある。ゲーム中では「支援要請」と表示される。
MS等戦闘ユニット
前進
ユニットを前進させる。選択すると白い線が出て、好きな方向に引っ張ってAボタンを押すと、そこをポイントとして設定する。ユニットは指定された白い線に沿って移動する。また、ポイントの代わりに敵を攻撃目標として設定することもできる。
待機
今の命令をキャンセルして、その場に待機させる。
死守
選択すると前進同様白い線が出て、1箇所ポイントを設定し、その周辺から離れずに戦わせる。
援護
設定した味方ユニットから離れずに行動させる。
索敵
性質は前進とほぼ同じだが、こちらは「敵に一切かかわることなく設定した場所まで移動する」という違いがある。

戦艦等母艦ユニット
前進
MS等戦闘ユニットと同じだが、敵を設定しても「攻撃」が出ない。
待機
移動せずにそのまま待機する。
艦砲
選択すると、オレンジ色の範囲が出る。その範囲内の敵を選択すると、その敵を中心に攻撃を行う。場合によってはダメージを与えたり、撃破することもある。3回まで使用できる。
修理
艦砲同様、選択するとオレンジ色の範囲が出る。その範囲内にいるMS等戦闘ユニット選択すると、そのユニットの体力を30回復する。3回まで使用できる。
補給
艦砲同様、選択するとオレンジ色の範囲が出る。その範囲内にいるMS等戦闘ユニットを選択すると、そのユニットの弾薬・シールドの装甲を全て回復する。3回まで使用できる。

## 使用できるキャラクター
連邦軍
- アムロ・レイ（声 - 古谷徹）
- カイ・シデン（声 - 古川登志夫）
- ハヤト・コバヤシ（声 - 鈴木清信）
- セイラ・マス（声 - 井上瑤）
- シロー・アマダ（声 - 檜山修之）
- クリスチーナ・マッケンジー（声 - 林原めぐみ）

ジオン軍
- シャア・アズナブル（声 - 池田秀一）
- ランバ・ラル（声 - 広瀬正志）
- ガイア（声 - 徳丸完）
- ララァ・スン（声 - 潘恵子）
- ジョニー・ライデン（声 - 井上和彦）
- アナベル・ガトー（声 - 大塚明夫）
- アイナ・サハリン（声 - 井上喜久子）
- ノリス・パッカード（声 - 市川治）
- バーナード・ワイズマン（声 - 辻谷耕史）

## NPCパイロット
以下のキャラクターはNPCとして登場するパイロットなどである。
連邦軍
- ブライト・ノア
- スレッガー・ロウ
- リュウ・ホセイ
- マチルダ・アジャン
- エイガー
- ウッディ・マルデン
- ワッケイン
- レビル
- カレン・ジョシュワ
- テリー・サンダースJr.
- エレドア・マシス
- ミケル・ニノリッチ

ジオン軍
- ドズル・ザビ
- クラウン
- コム
- ガルマ・ザビ
- アカハナ
- イワノフ
- ラムジ
- クラフト
- マ・クベ
- バタシャム
- キシリア・ザビ
- マリガン
- コンスコン
- アコース
- コズン
- ギーン
- ステッチ
- クラウレ・ハモン
- マッシュ
- オルテガ
- ニッキ・ロベルト
- シャルロッテ・ヘープナー
- マニング
- レンチェフ
- カリウス
- エギーユ・デラーズ
- マサド
- トーマス・クルツ

両軍共通一般兵
一般兵はレベルに関わらず機体の体力は種類ごとに決まっているが、戦艦に搭乗する兵はパイロット版だけでなく指揮官版の顔グラフィックも存在し、顔によって体力が異なる。また、一部のキャラクターはミッションによっては顔グラフィックが異なる場合がある。
- ルーキー（集中力 - 0）
- ベテラン（集中力 - 1）
- エース（集中力 - 2、敵のみ登場）

## 使用できる主な機体
プレイヤーが操作できる機体は以下の通り。なお「ハードコア専用」はハードコアミッションで使用できる機体、「改造機体」はPARを使用した改造で入手できる機体のことを示す。また、ユニットセッティング画面とミッションマップ画面で名称が異なる機体は、形式番号の横にユニットセッティング画面での名称を、（）内にミッションマップ画面での名称を表す。
連邦軍
- RX-78-2 - ガンダム
- RX-78-2MC - ガンダム マグネットコーティング適用型（ガンダムMC）
- RX-78-3 - G-3ガンダム（G-3）
- PERFECT.G - パーフェクトガンダム
- RX-77-2 - ガンキャノン[注 9]
  - RX-77-2 108 - ガンキャノン108（宇宙でカイ専用）
  - RX-77-2 109 - ガンキャノン109（宇宙でハヤト専用）
- RX-75 - ガンタンク
- RX-75 M.P - 量産型ガンタンク（量産ガンタンク）
- RGM-79 - ジム
- RB-79 - ボール
- RX-79[G] - 陸戦型ガンダム（陸戦ガンダム）
  - RX-79[G] - 陸戦型ガンダム ジムタイプ頭部搭載型（陸戦ガンダム）
- RX-79[G] Ez8 - ガンダム Ez-8（Ez8）
- RGM-79[G] - 陸戦型ジム（陸戦ジム）
- RX-78NT-1 - アレックス
- RX-78-6 - マドロック（ガンダム6号機）

ジオン軍
- MS-05B - ザクIB
  - MS-05B - ザクIB ランバ・ラル搭乗機
  - MS-05B - ザクIB 黒い三連星搭乗機
- ザクIIシリーズ
  - MS-06C - ザクIIC型（ザクIIC）
  - MS-06F - ザクIIF型（ザクIIF）
  - MS-06J - ザクIIJ型（ザクIIJ）
  - MS-06S - ザクIIS型（ザクIIS）
    - MS-06S - ザクIIS型 シャア搭乗機（ルウム戦役時） （シャア専用ザクII）
    - MS-06S - ザクIIS型 シャア・アズナブル搭乗機（シャア専用ザクII）
    - MS-06S - ザクIIS型 黒い三連星搭乗機（ガイア用） （ザクIIS指揮官機）
    - MS-06S - ザクIIS型 黒い三連星搭乗機（マッシュ、オルテガ用） （ザクIIS）

  - MS-06FZ - ザクII改（ザクIIFZ）
- 高機動型ザクII
  - MS-06R-1A - ザクIIR-1A型 黒い三連星搭乗機（高機動ザク）
  - MS-06R-2 - ザクIIR-2型 ジョニー・ライデン搭乗機（ザクIIR-2）
  - MS-06R-D4 - 高機動試験用ザク（高機動試験型ザク）
- YMS-07B - グフ ランバ・ラル搭乗機（グフ先行試作型）
  - MS-07B - グフ（量産型）
- MS-07B-3 - グフ・カスタム
- MS-09 - ドム
  - MS-09 - ドム 黒い三連星搭乗機
- MS-09R - リック・ドム（リックドム）
  - MS-09R - リック・ドム アナベル・ガトー搭乗機（ガトー専用リックドム）
  - MS-09R - リック・ドム 黒い三連星搭乗機
- MSM-07 - ズゴック
  - MSM-07S - ズゴックS型 シャア・アズナブル搭乗機（シャア専用ズゴック）
- MSM-04 - アッガイ
- MSM-03 - ゴッグ
- MS-14A - ゲルググA型（ゲルググ）
  - YMS-14 - ゲルググ シャア･アズナブル搭乗機（シャア専用ゲルググ）
  - MS-14A - ゲルググA型 アナベル･ガトー搭乗機（ガトー専用ゲルググ）
- MS-14B - ゲルググB型（ゲルググ高機動型）
  - MS-14B - ゲルググB型 ジョニー・ライデン搭乗機（ジョニー専用ゲルググ高機動型）
  - MS-14B - ゲルググB型 黒い三連星搭乗機（黒い三連星専用ゲルググ高機動型）
- MSN-02 - ジオング
- MAN-08 - エルメス
- APSARAS - アプサラス
- YMS-15 - ギャン
- RX-78 Ver.CHAR - シャア専用ガンダム

### ハードコア専用機体
（）内は使用できるキャラクターを表す。
- TYPE-61 MBT - 61式戦車（シロー編）
- CORE-FIGHTER - コア・ファイター（コアファイター） （アムロ編）
- ATTACK HELICOPTER - 戦闘ヘリ（バーニィ編）

### 改造機体
- RX-78-2 - ガンダム[注 10]
- CORE-FIGHTER - コア・ファイター（コアファイター） （アムロ編ハードコア）
- TYPE-61 MBT - 61式戦車（シロー編ハードコア）
- CORE-BOOSTER - コア・ブースター（コアブースター） （NPC専用機）
- FANFAN - ファンファン（NPC専用機）
- MS-06S - ザクIIS型 シャア搭乗機（ルウム戦役時） （シャア編ミッション1）
- MS-06S - ザクIIS型 黒い三連星搭乗機（ザクIIS指揮官機） （三連星編ミッション1）
- MS-07B - グフ（量産型） （NPC専用機）
- MAN-08 - エルメス（ララァ編）
- MS-14B - ゲルググB型（ゲルググ高機動型） （NPC専用機）
- ATTACK HELICOPTER - 戦闘ヘリ（バーニィ編ハードコア）
- APSARAS - アプサラス（アイナ編ミッション2以降のみ）
- MA-08 - ビグザム（NPC専用機）
- ANTI AIR CANNON - 対空砲（連邦軍対空キャノン） （NPC専用機）

## 登場する戦艦・その他の兵器
連邦軍
- WHITE BASE - ホワイトベース
- MIDIA - ミデア
- GUNPERRY - ガンペリー
- MAGELLAN - マゼラン
  - ANANKE - アナンケ（ゲーム内ではマゼラン名義）
- SALAMIS - サラミス
- COLUMBUS - コロンブス
- SHAVERFISH - セイバーフィッシュ
- PUBLIC - パブリク
- BIGTRAY - ビッグ・トレー
- HOVER TRUCK - ホバートラック
- TOCHKA - 連邦軍トーチカ
- WATCH DOME - 監視所（連邦軍見張り台）
- GATE - ゲート
- ANTI AIR CANNON - 対空砲（連邦軍対空キャノン）
- ANTI AIR MISSILE - 連邦軍対空ミサイル

ジオン軍
- MAGELLA ATTACK - マゼラアタック
- DOPP - ドップ
  - ガルマ専用ドップ
- GAW - ガウ
- DABDE - ダブデ
- GALLOP - ギャロップ
- GATTLE - ガトル
- MUSAI - ムサイ
  - KOMUSAI - コムサイ（アニメーションのみ）
  - FARMEL - ファルメル
- CHIBE - チベ
- GUWAZINE - グワジン
- ZANZIBAR - ザンジバル
  - ケルゲレン（名称のみ）
  - キマイラ（名称のみ、ゲーム中ではザンジバル名義）
- DOLOWA - ドロワ（名称のみ）
- TOCHKA - ジオン軍トーチカ
- DEPOT - 弾薬庫

ターゲット・地雷
- TARGET（ザクIB）
- TARGET（マゼラアタック）
- TARGET（61式戦車）
- TARGET（セイバーフィッシュ）
- MINE - 地雷（設置型）
- MINE - 地雷（浮遊型）
  - 地雷にも連邦軍・ジオン軍所属があることが確認されている。

## 角川書店連合企画 特別編
月刊ガンダムエース（2003年5月号）の雑誌の応募券とソフト説明書の応募券を一緒に送ることで、抽選で500名にプレゼントされた特別版。当初は情報が少なく、何が違うのか分からなかったためYahoo!オークションなどで安値で取り引きされていた。しかしその後、通常版とは違うことができると判明し、一気にレア物として扱われることになるという奇遇な運命を辿ることになる。
通常版に加え、以下の要素が追加されている。
1. シャア専用ガンダムとパーフェクトガンダムが最初から使用可能。
2. 未クリアのミッション、ハードコアミッションでも機体や武装の変更が可能。
3. 機体を変更してミッションをクリアしても、Sランクの取得が可能。
4. パイロット選択時、十字ボタンの左右でパイロットのレベルが変更可能[注 11]
5. タイトル画面であるコマンドを入力することで、以下の機体が取得できる。
  - コアファイター
  - コアブースター
  - 61式戦車
  - ファンファン
  - エルメス
  - アプサラス
  - 戦闘ヘリ
6. ユニットセッティング画面で、とあるコマンドを入力することで味方の機体も変更できる。

ただし、通常版で使用できたPARの改造は本製品ではできない。

## その他
- 本作はセイラを演じた井上瑤の遺作となっており、エンディング後にはスタッフからの井上への追悼メッセージが含まれている。
- 本作に同封されているクラブニンテンドーのシリアルナンバーを登録すると、抽選でファミコンミニ版『機動戦士Ζガンダム・ホットスクランブル』がもらえる発売キャンペーンが開催された。
- 予約特典として「FW アルティメットオペレーション シャア専用ザク（ルウム戦役時）」が付属した。

### MSグラフィックス
- モビルスーツ解説ムービー「MSグラフィックス」が収録されており、アムロ役の古谷徹がナレーションを務める「カーグラフィックTV」に似せた口調で解説している。初期はガンダム、ガンキャノン、シャア専用ザクII、ザクIIFの計4機体のみだが、ゲームを進めていくことで視聴可能となる機体が増えていく。視聴可能な機体は以下の通り全19機体。

- ガンダム
- ガンキャノン
- ガンタンク
- シャア専用ザク
- ザクIIF
- 量産型ガンタンク
- 陸戦型ガンダム
- 陸戦型ジム
- Ez8
- ドム
- リックドム
- ギャン
- ゲルググA型
- シャア専用ゲルググ
- アレックス
- G-3
- ジョニー・ライデン専用ザクIIR-2
- グフ先行試作型
- グフ・カスタム